# Mohamed Douihasni
Mohamed Douihasni (né en 1947 à Ouamri en Algérie et mort le 7 octobre 2018 dans la même ville) est un homme politique algérien. Il a notamment été ministre de l'Hydraulique (ministre des Ressources en eau dans le gouvernement Ouyahia III).

## Biographie

### Carrière politique
Mohamed Douihasni occupe plusieurs postes de responsabilité comme celui de membre du Conseil de la nation, avant de devenir ministre.
En effet, le 6 septembre 2003, il est nommé ministre de l’Hydraulique (ministre des ressources lors d'un troisième remaniement ministeriel du gouvernement d'Ahmed Ouyahia à la place d'Abdelmadjid Attar). Un portefeuille qu'il occupe jusqu'en 2004 avant d'être remplacé lors d'un autre remaniement par Abdelmalek Sellal .
Il a également siégé au sein du Madjlis Ech-choura de l’UMA (Union du Maghreb arabe).